# Port lotniczy Changchun-Longija
Port lotniczy Changchun-Longija (IATA: CGQ, ICAO: ZYCC) – międzynarodowy port lotniczy położony 31 km od centrum Changchun i 71 km od Jilin, w prowincji Jilin, w Chinach.

## Linie lotnicze i połączenia
| Linia Lotnicza           | Kierunek |
| ------------------------ | --- |
| 9 Air                    | 1. Guangzhou 2. Lianyungang 3. Nankin 4. Zhengzhou |
| Aerofłot                 | 1. Władywostok |
| Chang’an Airlines        | 1. Weifang 2. Xi’an |
| Air China                | 1. Pekin 2. Pekin-Daxing 3. Chengdu-Tianfu 4. Chongqing 5. Hangzhou 6. Hohhot 7. Szanghaj-Pudong 8. Tiencin 9. Wenzhou 10. Wuhan |
| Air Travel               | 1. Kunming 2. Wuxi |
| Asiana Airlines          | 1. Seul-Inczon |
| Beijing Capital Airlines | 1. Changsha 2. Chongqing 3. Haikou 4. Hefei 5. Jinan 6. Sanya 7. Taiyuan |
| Chengdu Airlines         | 1. Chengdu-Tianfu 2. Guiyang 3. Jinan 4. Shijiazhuang 5. Weihai 6. Yancheng |
| China Eastern Airlines   | 1. Chengdu-Tianfu 2. Fuyang 3. Guangzhou 4. Hangzhou 5. Hefei 6. Hohhot 7. Jinan 8. Kunming 9. Lanzhou 10. Lianyungang 11. Linyi 12. Liuzhou 13. Nankin 14. Qingdao 15. Szanghaj-Hongqiao 16. Weihai 17. Xiamen 18. Xi’an |
| China Express Airlines   | 1. Xi’an 2. Yulin |
| China Southern Airlines  | 1. Pekin-Daxing 2. Baishan 3. Changsha 4. Chengdu-Tianfu 5. Chongqing 6. Guangzhou 7. Guiyang 8. Haikou 9. Hangzhou 10. Hohhot 11. Hongkong 12. Jeju 13. Jieyang 14. Kunming 15. Lanzhou 16. Nagoja-Centrair 17. Nankin 18. Nanning 19. Ningbo 20. Osaka-Kansai 21. Qingdao 22. Sanya 23. Seul-Inczon 24. Szanghaj-Pudong 25. Shenzhen 26. Tajpej-Taoyuan 27. Tokio-Narita 28. Urumczi 29. Wenzhou 30. Wuhan 31. Xi’an 32. Xishuangbanna 33. Yanji 34. Yiwu 35. Zhengzhou 36. Zhuhai |
| China United Airlines    | 1. Ordos 2. Wenzhou |
| Chongqing Airlines       | 1. Chongqing 2. Wuhan 3. Yantai |
| Donghai Airlines         | 1. Nantong 2. Shenzhen 3. Wuxi |
| Fuzhou Airlines          | 1. Baishan 2. Fuzhou 3. Hulun Buir |
| Genghis Khan Airlines    | 1. Ulanhot |
| Hainan Airlines          | 1. Haikou 2. Hefei 3. Sanya 4. Wuhan |
| Hebei Airlines           | 1. Hangzhou |
| Ikar                     | 1. Moskwa-Szeremietiewo |
| Juneyao Airlines         | 1. Hangzhou 2. Huizhou 3. Nankin 4. Qingdao 5. Szanghaj-Pudong |
| Loong Air                | 1. Baishan 2. Changsha 3. Chongqing 4. Guangzhou 5. Haikou 6. Hangzhou 7. Heze 8. Hongkong 9. Jinan 10. Kunming 11. Linyi 12. Nankin 13. Qingdao 14. Rizhao 15. Shenzhen 16. Weihai 17. Wuhan 18. Xiangyang 19. Xishuangbanna 20. Xuzhou 21. Yantai 22. Yinchuan 23. Zhuhai |
| Lucky Air                | 1. Zhengzhou |
| Okay Airways             | 1. Shenzhen 2. Shijiazhuang 3. Yangzhou |
| Qingdao Airlines         | 1. Changsha 2. Changzhou 3. Chengdu-Tianfu 4. Chongqing 5. Fuzhou 6. Guiyang 7. Haikou 8. Huai’an 9. Jieyang 10. Jinan 11. Nankin 12. Nanning 13. Nantong 14. Qingdao 15. Quanzhou 16. Sanya 17. Taiyuan 18. Weifang 19. Weihai 20. Wenzhou 21. Yangzhou 22. Yantai 23. Zhengzhou |
| Shandong Airlines        | 1. Chongqing 2. Guiyang 3. Jinan 4. Qingdao 5. Taiyuan 6. Xiamen 7. Yantai |
| Shanghai Airlines        | 1. Datong 2. Guilin 3. Guiyang 4. Huai’an 5. Jieyang 6. Kuala Lumpur 7. Kunming 8. Nankin 9. Ningbo 10. Qionghai 11. Szanghaj-Pudong 12. Wenzhou 13. Yantai 14. Yuncheng 15. Zhengzhou |
| Shenzhen Airlines        | 1. Changzhou 2. Guangzhou 3. Hefei 4. Linyi 5. Nanchang 6. Nankin 7. Nanning 8. Quanzhou 9. Shenzhen 10. Yangzhou 11. Yantai 12. Zhengzhou 13. Zhuhai |
| Sichuan Airlines         | 1. Chengdu-Shuangliu 2. Chengdu-Tianfu 3. Hangzhou 4. Jinan 5. Kunming 6. Linfen 7. Sanya 8. Xi’an 9. Yantai |
| Spring Airlines          | 1. Dongying 2. Hohhot 3. Jieyang 4. Lanzhou 5. Nanchang 6. Ningbo 7. Szanghaj-Pudong 8. Shenzhen 9. Shijiazhuang 10. Xiamen 11. Xi’an 12. Yangzhou 13. Zhengzhou |
| Suparna Airlines         | 1. Hangzhou 2. Shenzhen |
| Tianjin Airlines         | 1. Tiencin |
| Ural Airlines            | 1. Bangkok-Suvarnabhumi 2. Irkuck 3. Moskwa-Domodiedowo Sezonowo: 1. Władywostok |
| VietJet Air              | 1. Nha Trang |
| Vietnam Airlines         | Sezonowe czartery: 1. Nha Trang |
| Xiamen Air               | 1. Changsha 2. Fuzhou 3. Hangzhou 4. Jinan 5. Nantong 6. Ningbo 7. Qingdao 8. Quanzhou 9. Shenzhen 10. Tiencin 11. Xiamen 12. Yuncheng |